# 月中人
《月中人》（英語：The Man in the Moon）是一部1991年美国成年禮劇情片。这是导演罗伯特·马利根在2008年去世前执导的最后一部电影，由珍妮·温菲尔德（Jenny Wingfield）编剧。本片是麗絲·韋花絲潘首次出演的电影，主演还有山姆·華特斯頓、特丝·哈珀（Tess Harper）、艾米丽·沃菲尔德（Emily Warfield）和傑森·倫敦。
故事背景设定在1950年代的路易斯安那州乡村，聚焦于14岁的假小子丹妮（韋花絲潘饰）。邻家搬来一个年长的男孩科特（倫敦饰）后，她经历了初恋与心碎。影片广受好评，被罗杰·埃伯特评为1991年度十佳影片之一。

## 剧情
1957年夏天，丹妮·特兰特是路易斯安那州一个14岁的女孩，与即将上大学的姐姐莫琳关系亲密。母亲阿比盖尔怀孕了，因此丹妮理应照顾小妹妹米西，但她更喜欢跑到邻居的小溪里裸泳。有一天，她发现新邻居17岁的科特·福斯特也在小溪里。科特赶走了她，她对他立刻产生了反感。
当天晚上，阿比盖尔告诉丹妮，她儿时的朋友将带着孩子们来家里共进晚餐。这位朋友是玛丽·福斯特，是个带着三个儿子搬回来的寡妇，正是科特和两个弟弟的母亲。丹妮被迫陪科特去镇上买杂货，两人开始变得熟络起来，而丹妮也逐渐对科特产生了好感。
与此同时，莫琳与男友比利·桑德斯分手，因为比利在舞会后试图逼迫她发生关系。丹妮向莫琳请教如何亲吻男孩，莫琳用手向她演示。炎热的夏天里，丹妮和科特常去游泳，成为了好朋友。他们约定在晚上见面，因为科特白天要忙农活。一个夜晚，他们在水里打闹，就要接吻时，科特却推开丹妮，说她只是个小女孩，不明白自己在做什么。
丹妮跑回家，这时雷暴来袭。阿比盖尔跑到外面找丹妮，却不小心被树根绊倒受了伤。丹妮的父亲马修将阿比盖尔送往医院，医生诊断为腦震盪和因摔倒导致的毒血症。马修回到家后用皮带教训了丹妮。
第二天，科特带着食物来到特兰特家，向丹妮为前一晚的事道歉，希望他们还能做朋友。两人再次游泳时，科特给了丹妮人生中的第一个吻。丹妮与父亲和解后，马修建议她邀请科特来家里吃饭。晚餐时，科特第一次见到了莫琳，丹妮能看出他们一见钟情。丹妮去医院探望母亲时，科特来到特兰特家，莫琳正在照看米西。虽然知道丹妮对科特有好感，莫琳起初抗拒科特的感情，但最终在科特的吻下动摇了。
接下来的几天，丹妮感觉被科特疏远了，于是留在医院陪伴母亲分娩。此时，莫琳与科特开始了一段恋情，在田间发生了亲密关系。丹妮带着母亲和新生婴儿回家时，目睹莫琳偷偷回家，意识到她与科特在一起了。愤怒之下，丹妮跑向科特的农场。此时科特因思念莫琳而分心，驾驶拖拉机时发生意外。
丹妮在田里发现严重受伤的科特，被母亲抱在怀中痛哭。她赶回家告诉父亲。当马修回家时，衣服上沾有科特的血，家人意识到科特因伤去世了。莫琳隐藏了自己的悲痛，而丹妮则崩溃大哭。在科特的葬礼后，丹妮依然对莫琳感到愤怒，认为她抢走了科特。马修告诉丹妮，虽然她有权感到受伤，但生气无法让科特复活，而莫琳会是她一生的姐妹。丹妮在科特的新墓前安慰痛哭的莫琳。电影最后，夏天即将结束，姐妹俩在夜晚的门廊上抬头仰望月亮，彼此重新亲近了起来。

## 演员
- 山姆·華特斯頓 饰 马修·特兰特
- 特丝·哈珀 饰 阿比盖尔·特兰特
- 盖尔·斯特里克兰（英语：Gail Strickland） 饰 玛丽·福斯特
- 麗絲·韋花絲潘 饰 丹妮·特兰特
- 傑森·倫敦 饰 科特·福斯特
- 艾米丽·沃菲尔德 饰 莫琳·特兰特
- 本特利·米彻姆（英语：Bentley Mitchum） 饰 比利·桑德斯
- 欧内斯特·莱弗利（英语：Ernie Lively） 饰 威尔·桑德斯
- 丹尼斯·莱茨（英语：Dennis Letts） 饰 怀特医生
- 艾琳·伯格龙 饰 艾琳·桑德斯
- 安娜·查佩尔（英语：Anna Chappell） 饰 泰勒夫人
- 布兰迪·史密斯与桑迪·史密斯 饰 米西·特兰特
- 德里克·鲍尔与斯宾塞·鲍尔 饰 福斯特双胞胎